# Sidi Slimane Moul Al Kifane
Sidi Slimane Moul Al Kifane (en àrab سيدي سليمان مول الكيفان, Sīdī Slīmān Mūl al-Kīfān; en amazic ⵙⵉⴷⵉ ⵙⵍⵉⵎⴰⵏ ⵎⵓⵍ ⵍⴽⵉⴼⴰⵏ) és una comuna rural de la prefectura de Meknès, a la regió de Fes-Meknès, al Marroc. Segons el cens de 2014 tenia una població total de 19.151 persones.